# 小比爾基
49°14′39″N 26°6′12″E / 49.24417°N 26.10333°E
小比爾基（烏克蘭語：Малі Бірки），是烏克蘭的村落，位於該國西部捷爾諾波爾州，由喬爾特基夫區負責管轄，處於吉尼拉河畔，距離拉什季夫齊1公里，始建於1564年，面積1.15平方公里，2001年人口386。